# 萨纳山
萨纳山（芬蘭語：Saana），是一座位于芬兰北部埃農泰基厄市镇内的山峰，海拔为1029米，是斯堪的纳维亚山脉蔓延至芬兰境内仅有的山峰。峰顶比山脚下的基尔皮斯湖高556米。